# 张践
张践（1963年—），湖南益阳人，中国人民解放军中将。现任西部战区副司令员兼参谋长。

## 生平
长期在广州军区服役，1997年任中国人民解放军驻香港部队司令部办公室主任。后任驻香港部队步兵旅旅长、驻香港部队副参谋长，广州军区司令部作战部部长。2007年任陆军第四十二集团军参谋长，后升任副军长。2013年5月任湖北省军区司令员，2014年9月任海南省军区司令员。2016年2月任新成立的东部战区陆军参谋长。2017年3月任中央军委联合参谋部作战局局长。2017年8月升任南部战区陆军司令员。2023年，任西部战区副司令员兼参谋长。
2010年7月晋升少将军衔。2019年6月晋升中将军衔。